# Sprzedaż konsumencka
Sprzedaż konsumencka – sprzedaż dokonywana pomiędzy konsumentami (nieprofesjonalistami), a przedsiębiorcami (profesjonalistami); obejmując tzw. relacje business to consumer („b2c”).
Wcześniej pojęcie to zawierała ustawa o szczególnych warunkach sprzedaży konsumenckiej, która została uchylona ustawą o prawach konsumenta. Od 25 grudnia 2014 sprzedaż konsumencka pozostaje wyłącznie pojęciem prawniczym (pojęciem używanym w nauce i praktyce prawa), nie będąc już pojęciem prawnym (pojęciem obecnym w obowiązujących aktach prawnych). Stosunki sprzedaży konsumenckiej normują w całości przepisy Kodeksu cywilnego o sprzedaży . Przepisy ustawy o szczególnych warunkach sprzedaży konsumenckiej w zakresie niezgodności towaru konsumpcyjnego z umową stosuje się jeszcze do umów zawartych przed wejściem tej ustawy w życie – i w tym zakresie pojęcie sprzedaży konsumenckiej jest nadal pojęciem prawnym.